# Чорштынское озеро
Чорштынское озеро или Чорштынское водохранилище (пол. Jezioro Czorsztyńskie) — водохранилище площадью около 11 км² на реке Дунаец. Находится в южной части Малопольского воеводства Польши, между горными массивами Пенины и Горце. Возникло в результате сооружения дамбы в с. Недзица.
На дамбе работает ГЭС мощностью 92 МВт.
В 1995 году, несмотря на протесты экологов, были закончены работы над 56-метровой дамбы, что позволило поднять уровень воды реки Дунаец до 534,50 метров над уровнем моря (Максимальный уровень водохранилища), минимальный уровень водохранилища составляет 510,00 метров над уровнем моря, нормальный уровень водохранилища составляет 529,00 метров над уровнем моря. В зависимости от уровня воды общий объём водохранилища колеблется от 36 500 000 м³ до 234 500 000 м³ воды. Полезный объем водохранилища — 198,0 млн м³. В зависимости от количества воды, хранящейся в водоёме площадь зеркала водохранилища колеблется с 4,15 км² до 13,35 км², обычно это около 11 км², длиной 12,5 км и шириной 1,7 км. Глубина водохранилища в районе дамбы достигает 50 метров и уменьшается в сторону затона. Средняя глубина составляет около 17,6 м, длина береговой линии составляет 29,7 км.
Основной целью строительства водохранилища было предотвращение наводнений в долине реки Дунаец. Кроме того, оно привлекает всё большее число туристов. Озеро расположено в непосредственной близости от нескольких популярных туристических мест, таких как Национальный парк Пенины (Польша), замок Недзица, руины замка Чорштын и др.